# Pseudomertensia ovalifolium
Pseudomertensia ovalifolium är en strävbladig växtart som först beskrevs av Joseph Decaisne, och fick sitt nu gällande namn av S.S.R. Bennet. Pseudomertensia ovalifolium ingår i släktet Pseudomertensia och familjen strävbladiga växter. Inga underarter finns listade i Catalogue of Life.